# 特爾諾瓦鄉 (阿拉德縣)
46°19′00″N 21°48′00″E / 46.3167°N 21.8°E
特爾諾瓦鄉（羅馬尼亞語：Comuna Târnova, Arad），是羅馬尼亞的鄉份，位於該國西部，由阿拉德縣負責管轄，面積207平方公里，海拔高度122米，2011年人口5,935，人口密度每平方公里30人。